# Ana Ascaso y Aznárez
Ana Ascaso y Aznárez (Saragossa, ca. 1820 - ?), coneguda també com Ana Ascaso de Moncasi, va ser una pintora i litògrafa espanyola.
Nascuda vers 1820, va estar activa a Saragossa. El 5 de setembre de 1840 va ser nomenada acadèmica de mèrit per la Reial Acadèmia de Nobles i Belles Arts de Sant Lluís, de Saragossa. Una de les seves obres, El geni de la pintura, realitzada amb tinta xinesa, es conservà al Museu Provincial de Saragossa. Va ser també litògrafa, publicà diverses il·lustracions d'aquesta mena al diari El Suspiro (1845). El 1862 encara es trobava activa.